# Yonec

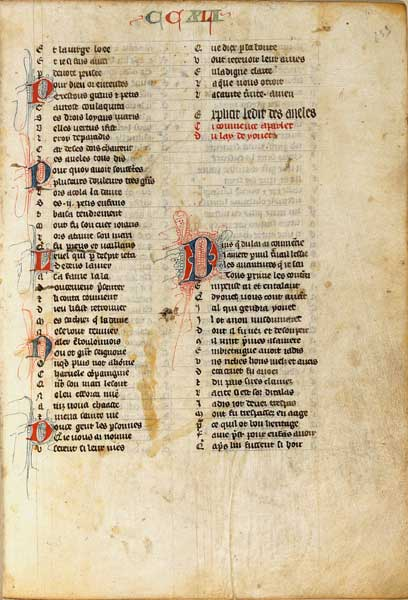
Manuscript met de tekst van Yonec

Yonec is een van de 12e-eeuwse lais van Marie de France. In het Harley-manuscript (Harley MS 978) wordt de naam ook gespeld als Yuuenec en Iwenec. Het is een verkleinwoord van Owain (Owen), een belangrijke naam in de Arthurliteratuur.
Yonec is een Bretonse lai, een soort verhalend gedicht. Het is door "Marie de France" geschreven in een Anglo-Normandisch dialect van het Oudfrans, in rijmende versregels van acht lettergrepen elk. Deze lai vertelt het verhaal van een vrouw die probeert te ontsnappen uit een liefdeloos huwelijk, en van Yonec, het uit liefde geboren kind dat werd verwekt door haar minnaar. 

## Verhaal
Het verhaal speelt zich af 'lang geleden in Bretagne'. Een rijke, oude man, een machtige heer van Caerwent, huwt een lieflijke jonge dame om erfgenamen voor zijn fortuin te krijgen, maar uit hartstocht en achterdocht behandelt hij haar slecht. Om zich van haar kuisheid te verzekeren sluit hij haar op in een toren. Daar komt hij haar af en toe bezoeken om te proberen een kind te verwekken, maar na zeven jaar heeft hij nog steeds geen erfgenamen. Zijn bejaarde zuster komt haar verzorgen, maar verder ziet ze niemand meer. De jonge dame verliest haar schoonheid en brengt haar leven door in verdriet, wenend en zuchtend, en hoopt op een genadige, snelle dood om aan dit erbarmelijke leven te ontsnappen. 
Op een dag, wanneer haar echtgenoot op jacht is, roept zij God aan om haar net als in de sprookjes een reddende ridder te zenden, en daarop vliegt er een grote valk door haar raampje naar binnen die in een ridder verandert. Hij verzekert haar dat hij altijd al van haar heeft gehouden, maar pas nu, na haar gebed, erin geslaagd is om haar te ontmoeten. Ze gaan naast elkaar liggen op het bed, maar zoals de hoofse liefde het gebiedt, omhelst en kust hij haar niet meteen. Hij zegt dat hij haar vorm en gezicht zal aannemen en dat zij de verzorgster moet roepen. Als de oude verzorgster binnenkomt, zegt de jonge dame dat ze ziek is en vreest te zullen sterven. In paniek rent de verzorgster buiten om een priester te zoeken. De priester komt met zijn Corpus Christi, waarna de ridder in haar plaats het sacrament ontvangt en de wijn uit de kelk drinkt.
De geliefden zien elkaar nu zo vaak als ze kunnen, en elke keer vliegt de ridder terug naar zijn landgoed in vogelgedaante. Ze maken plezier en door al dat geluk herwint de dame al gauw haar schoonheid. Ze maken zich wel ongerust dat de zuster van haar echtgenoot het zal opmerken en hen zal verraden. De oude man wordt argwanend als hij ziet hoe zijn vrouw veranderd is, maar zijn zuster verzekert hem dat niemand ongezien de toren kan binnenkomen, zodat het uitgesloten is dat ze een minnaar zou hebben. Toch vraagt de man aan zijn zus om haar te bespieden. Wanneer hij weg is moet zij doen alsof ze ook vertrekt, en zich dan ergens verstoppen om te zien wat het precies is dat de jonge dame zo gelukkig maakt. Drie dagen later zegt de echtgenoot aan zijn vrouw dat de koning hem heeft ontboden en dat hij moet vertrekken. Zijn zuster verstopt zich achter het gordijn in de torenkamer en zal zo alles kunnen zien en horen. Zij ziet hoe de ridder aankomt in de gedaante van een valk, en later ook weer zo vertrekt. Als de oude man dit van haar verneemt, laat hij scheermesscherpe ijzeren spietsen vastmaken aan het raampje om de valk te doden als hij komt aanvliegen. 
Nog voor het licht wordt kondigt de echtgenoot aan dat hij op jacht vertrekt. De jonge dame wacht in spanning de komst van haar geliefde af. De valk komt aangevlogen, maar wordt dodelijk gekwetst en gaat in zijn riddergedaante bloedend op het bed zitten. Hij weet dat hij gaat sterven en vertrekt met zijn laatste krachten naar zijn eigen kasteel. De enige troost die zij heeft is dat ze zijn kind draagt. Haar verdriet is echter te groot en zij gooit zich door het raam. Als bij wonder overleeft ze de val en zij begint, slechts gekleed in een nachthemd, zijn bloedsporen op het pad te volgen. Uiteindelijk vindt ze de ingang van een heuvel, met een deur die vol bloed hangt. In het duister zoekt ze angstig maar vastberaden haar weg doorheen de heuvel tot ze aan de andere kant in een wei komt, waar ze ook weer bloedsporen ziet. Ze trekt verder langs de velden, tot ze aan een stad komt met zilveren muren en huizen. Rondom het kasteel vloeit er een brede rivier waar wel driehonderd zeilschepen aangemeerd liggen. Nog steeds het bloedspoor volgend, betreedt de jonge dame de stad. Er is geen levende ziel te bekennen. Ze steekt de binnenplaats van het paleis over en gaat een kamer binnen. Daar ligt een ridder te slapen, en wat verder in een andere kamer nog een. In de derde kamer vindt ze haar geliefde, rustend op een gouden bed. De ridder slaat zijn armen om haar heen, maar vraagt haar toch om zo snel mogelijk te vertrekken. Zijn volk weet immers dat zijn liefde voor haar hem zijn leven heeft gekost, en ze zullen zich op haar willen wreken. Zij zegt dat ze liever samen met hem sterft dan de confrontatie met haar echtgenoot aan te gaan. Daarom geeft hij haar een speciale ring. Zolang ze die aanhoudt, zal haar echtgenoot zich niets herinneren van wat er voordien gebeurde. Dan overhandigt hij haar zijn zwaard en laat haar beloven dat ze het nooit aan een andere man mag schenken. Ze moet het aan hun zoon geven, als die een volwassen, dapper ridder is geworden. Dan moet ze hem vertellen wie zijn echte vader was en wat hem overkomen is, zodat hij zich kan wreken. Op de terugweg hoort ze achter haar al de doodsklokken luiden in het kasteel van haar geliefde. 
Tussen haar en haar echtgenoot valt er nooit een woord over wat er gebeurd is, en haar zoon wordt geboren. Hij groeit op tot een dappere ridder zoals zijn vader voorspeld had. Tijdens het feest van Saint Aaron, dat in Caerleon wordt gevierd, wordt de landheer samen met zijn vrouw en zoon uitgenodigd op een kasteel. Binnen de muren bevindt zich een klooster, waar iedere gast een kamer krijgt om te logeren. Tijdens hun verblijf daar ontdekken ze een reusachtige tombe met brandende kaarsen eromheen. De dorpelingen vertellen dat het de dapperste ridder van allen was die daar ligt, en dat hij vermoord is omdat hij in Caerwent een dame had bemind. De moeder roept daarop haar zoon toe dat deze ridder zijn vader is, en dat de verachtelijke oude man naast hem zijn echte vader heeft gedood. Daarop bezwijkt ze en sterft. Haar zoon onthoofdt de oude man met het zwaard van zijn vader. Iedereen in de stad weet al snel wat er is gebeurd. Met veel eerbetoon wordt de dame naast haar geliefde ridder begraven. Van haar zoon Yonec maken ze hun heer.
Sommigen die dit hoorden, zo eindigt Marie de France, maakten er een lai van die verhaalde over alle medelijden, verdriet en pijn die de twee minnaars voor hun liefde hadden geleden.